# Поліція міста Монреаль
Поліція міста Монреаль (Service de police de la Ville de Montréal — SPVM) забезпечує порядок на території агломерації Монреалю.

## Місія
Головні завдання департаменту поліції міста Монреаль згідно зі статтями 48 та 69 Закону про Поліцію, (Цивільний Кодекс Квебеку, розділ P-13.1):
- захищати життя і майно громадян;
- забезпечувати безпеку суспільства;
- попереджати та боротися зі злочинністю;
- забезпечувати виконання діючих законів та підзаконних актів.

## Звання
| Розподіл офіцерів за званням | Розподіл офіцерів за званням | Розподіл офіцерів за званням | Розподіл офіцерів за званням |
| ---------------------------- | ---------------------------- | ---------------------------- | ---------------------------- |
| Французька назва             | Англійська назва             | Назва українською            | Кількість                    |
| Agent                        | Officer                      | Офіцер / Агент               | 3417                         |
| Sergent                      | Sergeant                     | Сержант                      | 392                          |
| Sergent — détective          | Sergeant detective           | Сержант-детектив             | 569                          |
| Lieutenant                   | Lieutenant                   | Лейтенант                    | 40                           |
| Lieutenant — détective       | Lieutenant detective         | Лейтенант-детектив           | 47                           |
| Commandant                   | Commander                    | Командир                     | 73                           |
| Inspecteur                   | Inspector                    | Інспектор                    | 25                           |
| Inspecteur — chef            | Chief inspector              | Головний інспектор           | 24                           |
| Assistant — directeur        | Assistant director           | Помічник директора           | 11                           |
| Directeur — adjoint          | Deputy director              | Заступник директора          | 2                            |
| Directeur                    | Director                     | Директор                     | 1                            |
|                              |                              | Загалом                      | 4601                         |

## Умови праці
Умови праці регулюються колективною угодою між містом Монреаль і професійною спілкою «Братство поліцейських Монреаля» (Fraternité des policiers et policières de Montréal).
Заробітна платня офіцерів поліції має 7 класів і залежить від років роботи. Початкова мінімальна зарплатня констаблів $40837 (2014) за 6 років підвищується до $77050 у констебля 1-го класу.
Більшість офіцерів працює 8,5 годин 21 день з кожних 35 днів. Половина годинного обіду за рахунок офіцеру. Цілодобова ротація робочих змін (ніч, день і вечір). Офіцер не може працювати більш ніж 7 днів поспіль. Вихідні згруповані таким чином щоб в кожному блоці було щонайменше 2 дні поспіль. У деяких випадках можуть бути інші розклади роботи. Вечірні й нічні зміни мають відповідно надбавку 3 % і 4 % від максимальної зарплати констеблю 1-го класу ($77050).
Відпустки залежать від років роботи в поліції. У перші два роки оплачуються 127,5 годин відпустки щорічно. Після 3 років 150 годин. Після 8 років 180 годин. Максимальна щорічна відпустка 247,5 годин після 30 років роботи.
Пенсійний план до 2014 року на 100 % покривався роботодавцем. У липні 2014 року Національна Асамблея Квебеку прийняла закон Bill 3, який має на меті скорочення бюджету і зменшує внесок роботодавця до 50 %. Інші 50 % покриваються працівником.